# Eleutherascus
Eleutherascus is een geslacht van schimmels behorend tot de familie Pyronemataceae. De typesoort is Eleutherascus lectardii.

## Soorten
Volgens Index Fungorum bestaat het geslacht uit vier soorten (peildatum januari 2023): 
| Soortnaam                                              | Auteur(s)       | Publicatiejaar |
| ------------------------------------------------------ | --------------- | -------------- |
| Eleutherascus cristatus                                | Emden           | 1975           |
| Eleutherascus lectardii                                | (Nicot) Arx     | 1971           |
| Eleutherascus peruvianus                               | L.H. Huang      | 1975           |
| Eleutherascus tuberculatus (Knobbelig thermozwammetje) | Samson & Luiten | 1975           |